# Halvulk
Halvulk (Artediellus atlanticus) är en liten bottenfisk som hör till familjen simpor i ordningen kindpansrade fiskar, och som lever från Arktis till mellersta Nordamerika och Nordeuropa.

## Utseende
Halvulken liknar taggsimpan med ett stort huvud, två ryggfenor, varav den främre har taggstrålar, gällock med två taggar där den övre är uppåtriktad och böjd som en krok samt en gråaktig till brunaktig kropp där framför allt fenorna är randiga i ljusa och mörka nyanser. Till skillnad från taggsimpan är huden slät, och den tydliga sidolinjen har slemporer men saknar taggar och benknölar. Arten kan bli upp till 15 cm lång, men blir sällan mycket längre än 10 cm.

## Vanor
Arten är en bottenfisk som lever på sand- eller dybotten på upp till 400 meters djup. Den lever på havsborstmaskar, mindre blötdjur och små kräftdjur.

### Fortplantning
Lektiden infaller på hösten. Halvulken har inre befruktning men är äggläggande; honan lägger omkring 100 stora (4 mm) ägg.

### Anmärkning
Artens biologi är dåligt känd, och uppgifterna är osäkra: Vissa källor anger ett maximalt djup på 900 m, och ett största äggantal på omkring 350. 

## Utbredning
Halvulken finns i Nordatlanten från Massachusetts i USA till Kanada och Grönland, vidare österut via Island, Färöarna, Irland, Skottland med Orkneyöarna till norska kusten och därifrån norrut till Novaja Zemlja och södra Barents hav samt söderut till Skagerack. Arten går in till Bohuslän och fortplantar sig i Sverige.

## Taxonomi
Två underarter finns:
- A. atlanticus atlanticus (Jordan & Evermann, 1898) och
- A. atlanticus europaeus (Knipowitch, 1907)